# Granicznik (Wola Baranowska)
Granicznik – część wsi Wola Baranowska w Polsce, położona w województwie podkarpackim w powiecie tarnobrzeskim, w gminie Baranów Sandomierski. 
W latach 1975–1998 Granicznik administracyjnie należał do województwa tarnobrzeskiego. 
Miejscowa ludność wyznania katolickiego przynależy do Parafii Najświętszego Serca Pana Jezusa w Woli Baranowskiej. 